# Wełyka Ołeksandriwka
Wełyka Ołeksandriwka (ukr. Велика Олександрівка, do 1803 Nowoołeksandriwka) – osiedle typu miejskiego w obwodzie chersońskim Ukrainy, siedziba władz wełykoołeksandriwskiego.
Status osiedla typu miejskiego posiada od 1956.
W 1989 liczyła 8 150 mieszkańców.